# André Creuzet
André Creuzet est un homme politique français né le 5 décembre 1798 à Lyon (Rhône) et mort le 4 octobre 1881 à Tiviers (Cantal).

## Biographie
Officier dans les gardes du corps du roi, il est sous-préfet d'Ambert à la fin de la Monarchie de Juillet. Il est ensuite maire de Saint-Flour, conseiller général du canton de Saint-Flour-Nord et député du Cantal de 1854 à 1870, siégeant dans la majorité soutenant le Second Empire.